# Chapitre d'Épinal
Le chapitre d'Épinal, aussi appelé chapitre des Dames chanoinesses d'Épinal ou chapitre Saint-Goëry, est un chapitre de dames qui a succédé à une abbaye d'hommes. Les chanoinesses qui le composaient suivaient la règle bénédictine. Il disparaît à la Révolution française.

## Historique

### Origine monastique et premiers temps

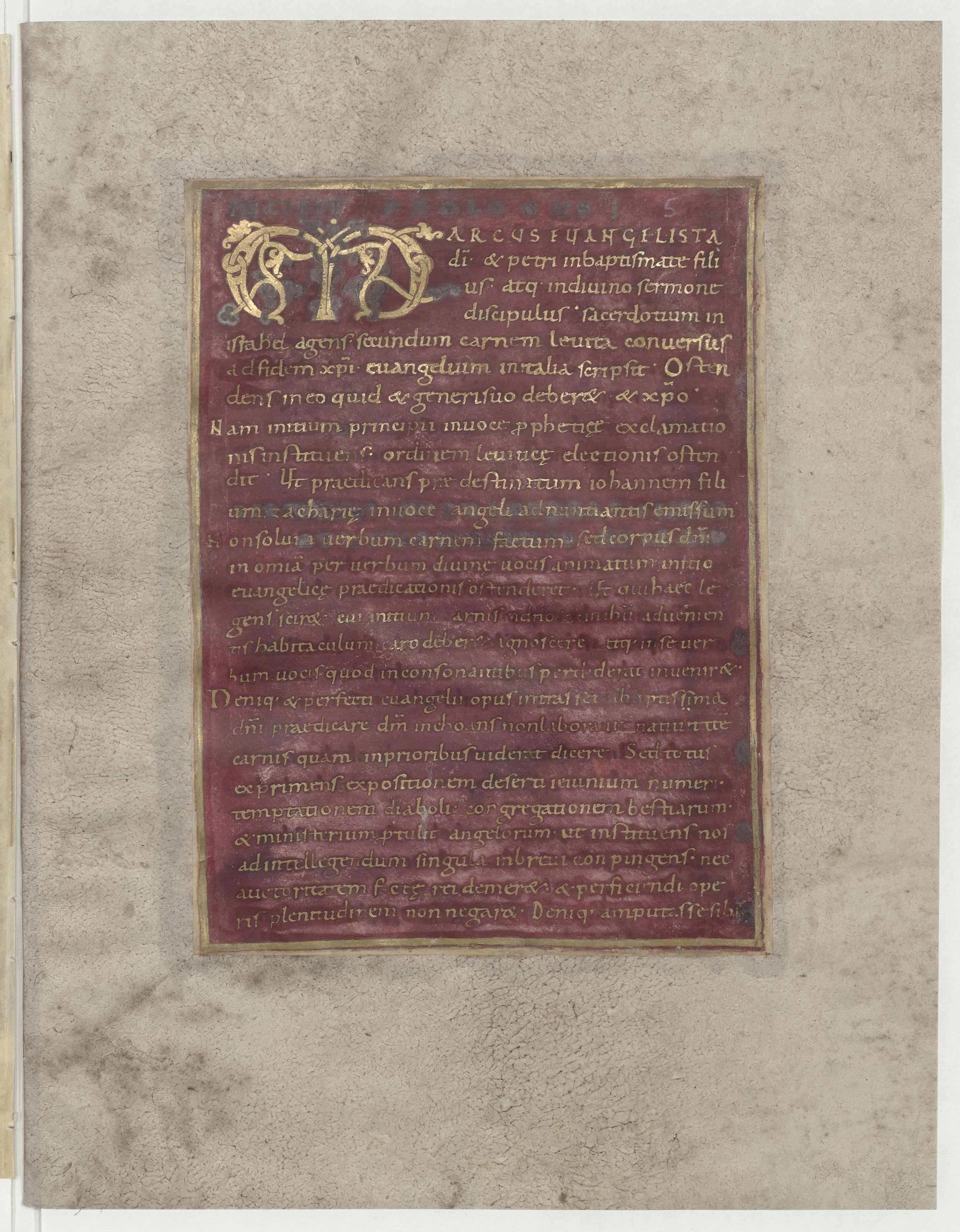
L'Évangéliaire pourpre, manuscrit du IXe siècle écrit en lettres d'or, appartenait au chapitre d'Épinal jusqu'à la Révolution française.

Selon la tradition, Thierry de Hamelant, fondateur de la ville d'Épinal, aurait fait édifier un monastère dans la cité, afin d'y abriter les reliques de saint Maurice et de saint Goëry. Le monastère alors composé de bénédictins n'aurait guère prospéré, et aurait rapidement été remplacé par un couvent de moniales. Ce fut alors un succès rapide, d'autant qu'une terrible épidémie de ce que l'on appelait « Feu de Saint Antoine » ou « Mal des Ardents », l'ergotisme, décimait la Franche-Comté ; les vertus miraculeuses prêtées aux reliques de saint Goëry trouvèrent écho dans ces régions, et les pèlerins affluèrent.

### Formation et âge d'or du chapitre de Dames
Mais au fil du temps, profitant certainement du contexte politico-religieux troublé de la Querelle des Investitures, les moniales abandonnèrent la règle bénédictine et se constituèrent, suivant le modèle du Chapitre de Remiremont, en chapitre de Dames nobles : des chanoinesses seculieres non cloîtrées. On ne connaît pas la date exacte de ce changement de statut, mais l'existence de l'Insigne Chapitre de Saint-Goëry d'Epinal est attestée au XIIIe siècle. La chanoinesse élue à leur tête avait le titre d'abbesse ; on l'appelait « Madame d'Épinal ».

### Dissolution du chapitre à la Révolution française
Jusqu'à la Révolution française, ces Dames ont marqué la vie religieuse d'Épinal, s'appropriant l'église paroissiale Saint-Maurice (qui deviendra basilique en 1933) sous le vocable de collégiale Saint-Goëry, et la mettant, si l'on peut dire, généreusement à disposition des bourgeois d'Épinal.

## Organisation

### Recrutement

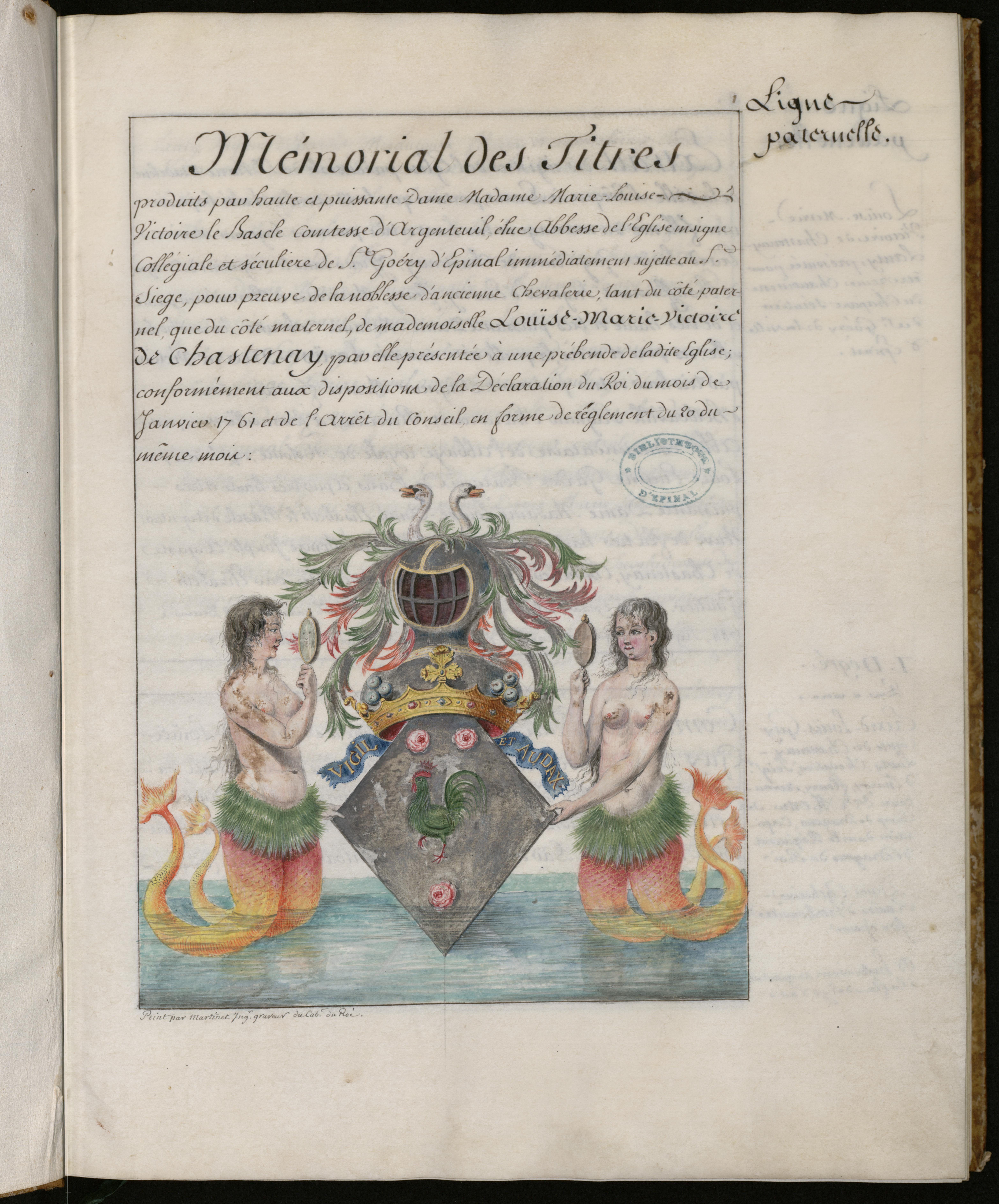
Mémorial des Titres de Mademoiselle Louise-Marie-Victoire du Chastenay

Celles qui souhaitaient devenir chanoinesse du chapitre d'Épinal devaient prouver leur noblesse en présentant une ligne de vie ou un arbre généalogique.
De grandes familles se sont succédé, créant parfois de véritables dynasties de chanoinesses : Schauenbourg, Montmorillon, Boecklin ou encore Spada, autant de grands noms qui ont longtemps marqué la mémoire collective spinalienne. Les Ludres ou les Spada ont fourni des abbesses éminentes.
Mais pour les familles aristocratiques moins aisées, l'apprébendement d'une jeune fille était financièrement intéressant. En effet, les chanoinesses touchaient un revenu, la prébende. Dans certains cas, comme celui de Louise-Marie-Victoire du Chastenay, devenir chanoinesse permettait à la jeune fille dont la famille n'avait guère de grands moyens, d'éviter un mariage avilissant, en accédant à une bonne situation au sein de l'Église.
Les chanoinesses n'étaient pas tenues de prononcer de vœux, sauf si elles souhaitaient consacrer leur vie entière à leur office. Ainsi, certaines entrèrent très jeunes au chapitre pour le quitter quelques années plus tard afin de se marier. Elles perdaient alors leur titre et leur revenu, et la prébende était à nouveau ouverte. Ce fut le cas de Madame de Schauenbourg qui épousa le Baron de Reischach au cours du XVIIIe siècle.

### Vie des Dames chanoinesses

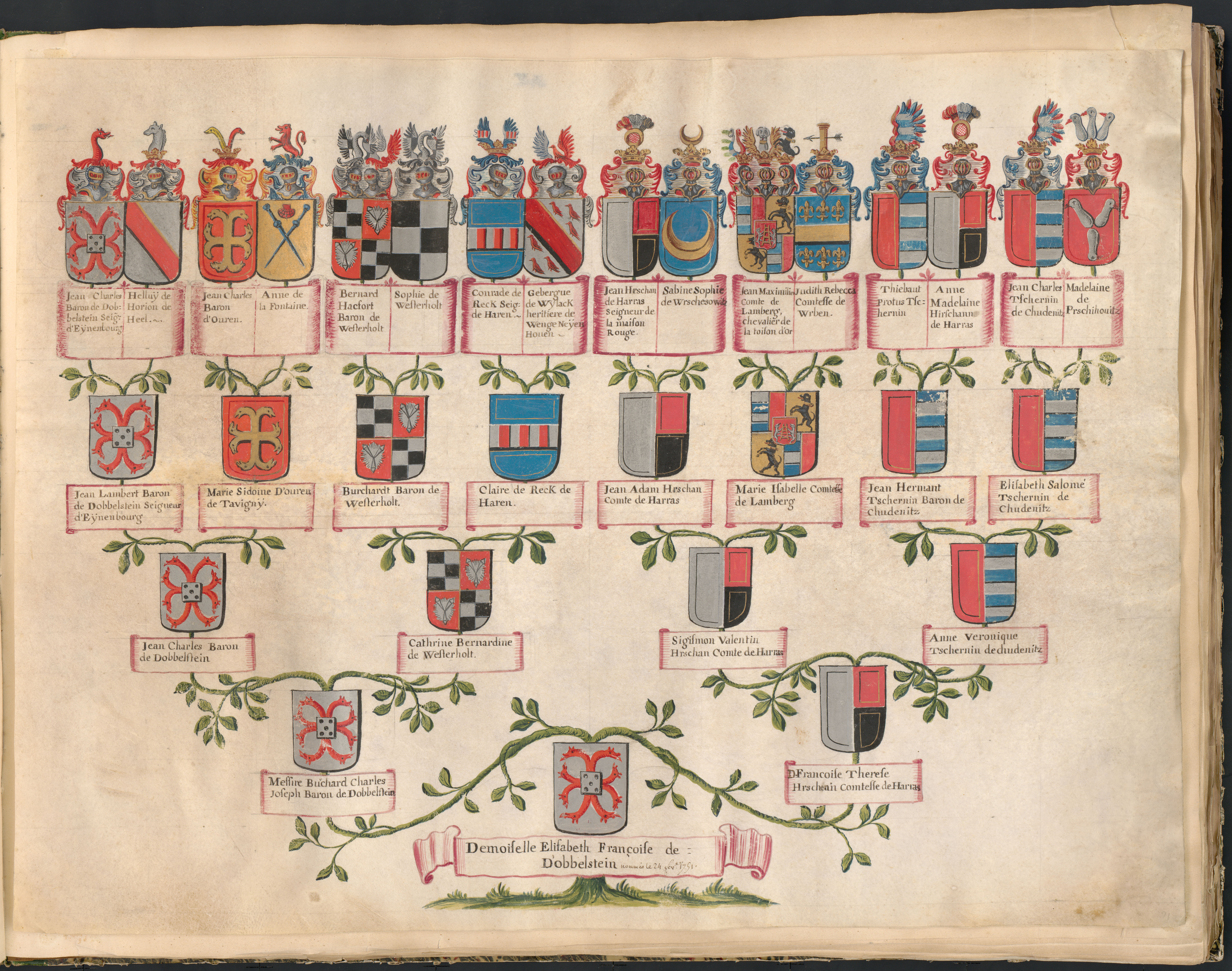
Arbre généalogique d'Elisabeth Françoise de Dobbelstein donné en preuve pour entrer au chapitre Saint-Goëry d'Épinal.

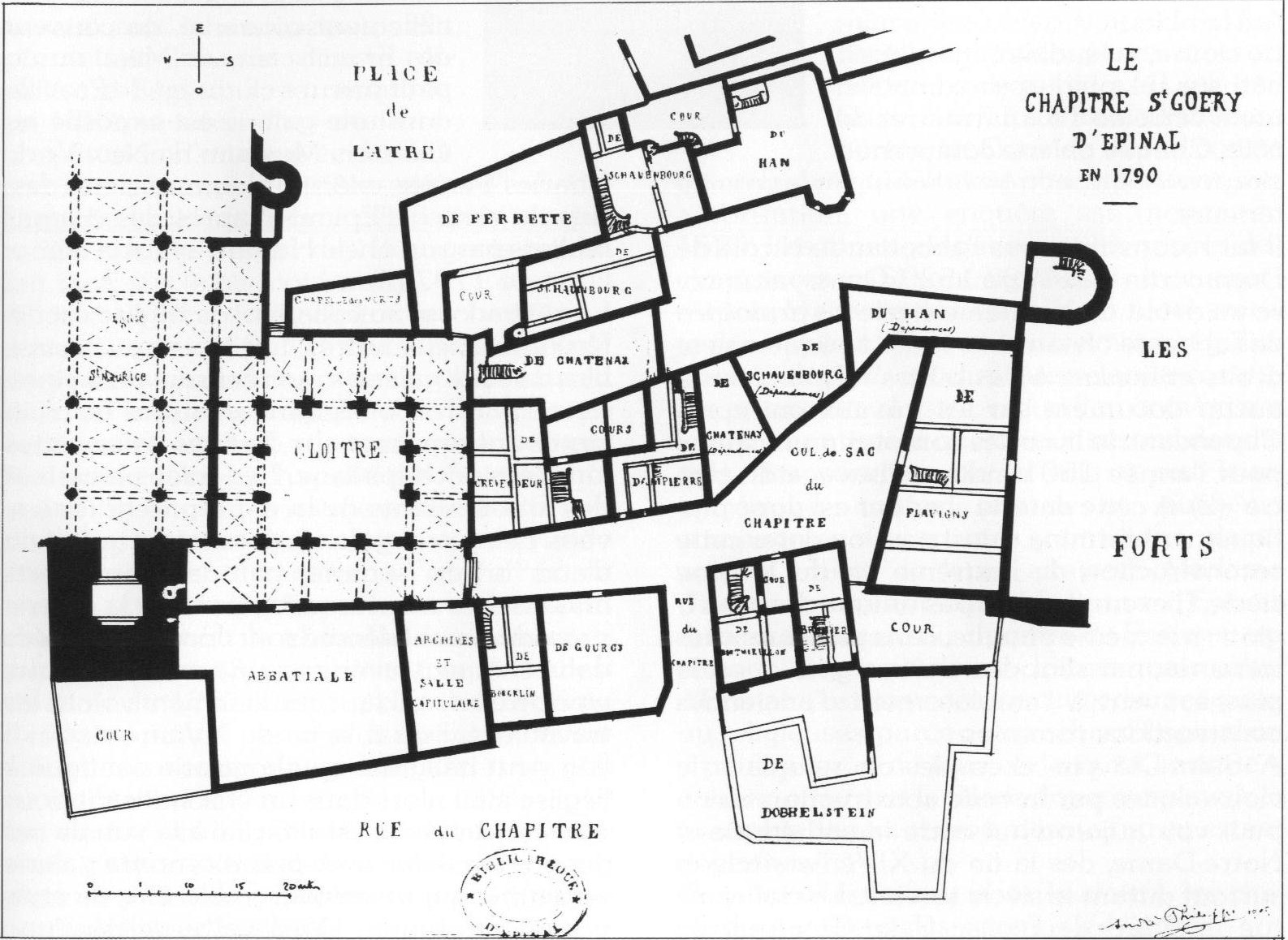
Cloître et chapitre cannonial.

Le chapitre se chargeait de missions charitables : il administrait l'hôpital Saint-Goëry, et s'occupait du « bouillon des pauvres ». Sur le plan spirituel le chapitre dépendait directement du Pape.
Le règlement du chapitre faisait une obligation morale aux chanoinesses de respecter la morale chrétienne ; célibataires, elles devaient observer une certaine pudeur (bien que certaines eurent une existence galante), leurs lectures devaient être édifiantes ou instructives. Elles occupaient donc leurs journées en prières et offices pendant lesquels elles chantaient, revêtues de leurs costumes de chanoinesses.
Elles passaient toutefois le reste de leur temps en mondanités ; bien qu'associées à l'Église, les chanoinesses n'en restaient pas moins des membres de l'aristocratie dont elles conservaient le train de vie. En dehors des offices elles reprenaient des habits civils ; elles recevaient chez elles, sortaient dîner en ville, visitaient leur famille et certaines entreprenaient des voyages.
Les maisons canoniales où elles logeaient, resserrées autour de l'église et du cloître dans une sorte d'enclos privé rappelant la clôture monastique, passaient des unes aux autres selon les départs et les décès. Dans la rue du Chapitre, elles forment désormais un ensemble cohérent d'architecture urbaine et nobiliaire du XVIIIe siècle, récemment rénové, au sud du cloître à l'intérieur du rempart.

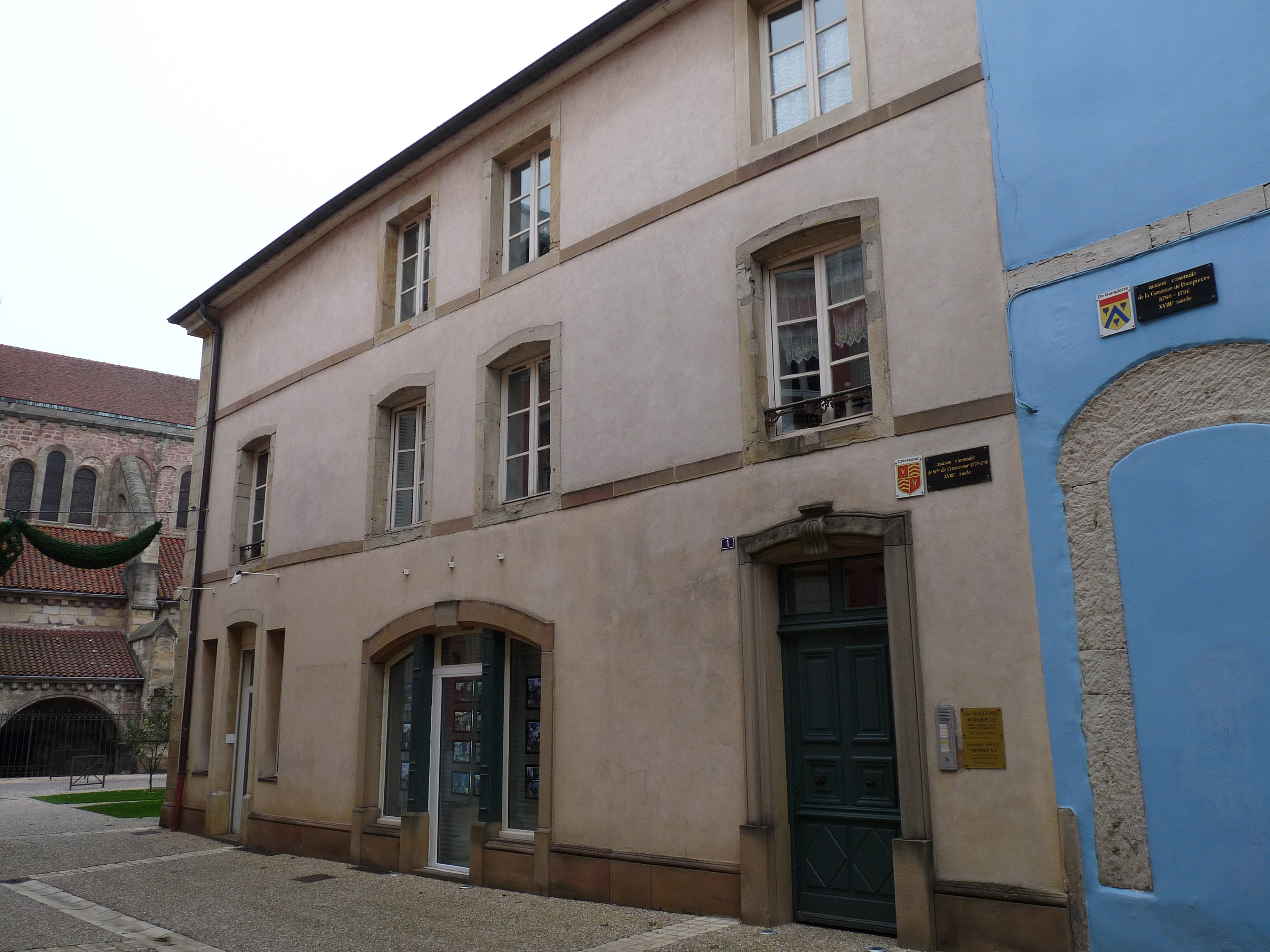
No 1 : maison canoniale de Madame de Crèvecoeur (1778-1791)
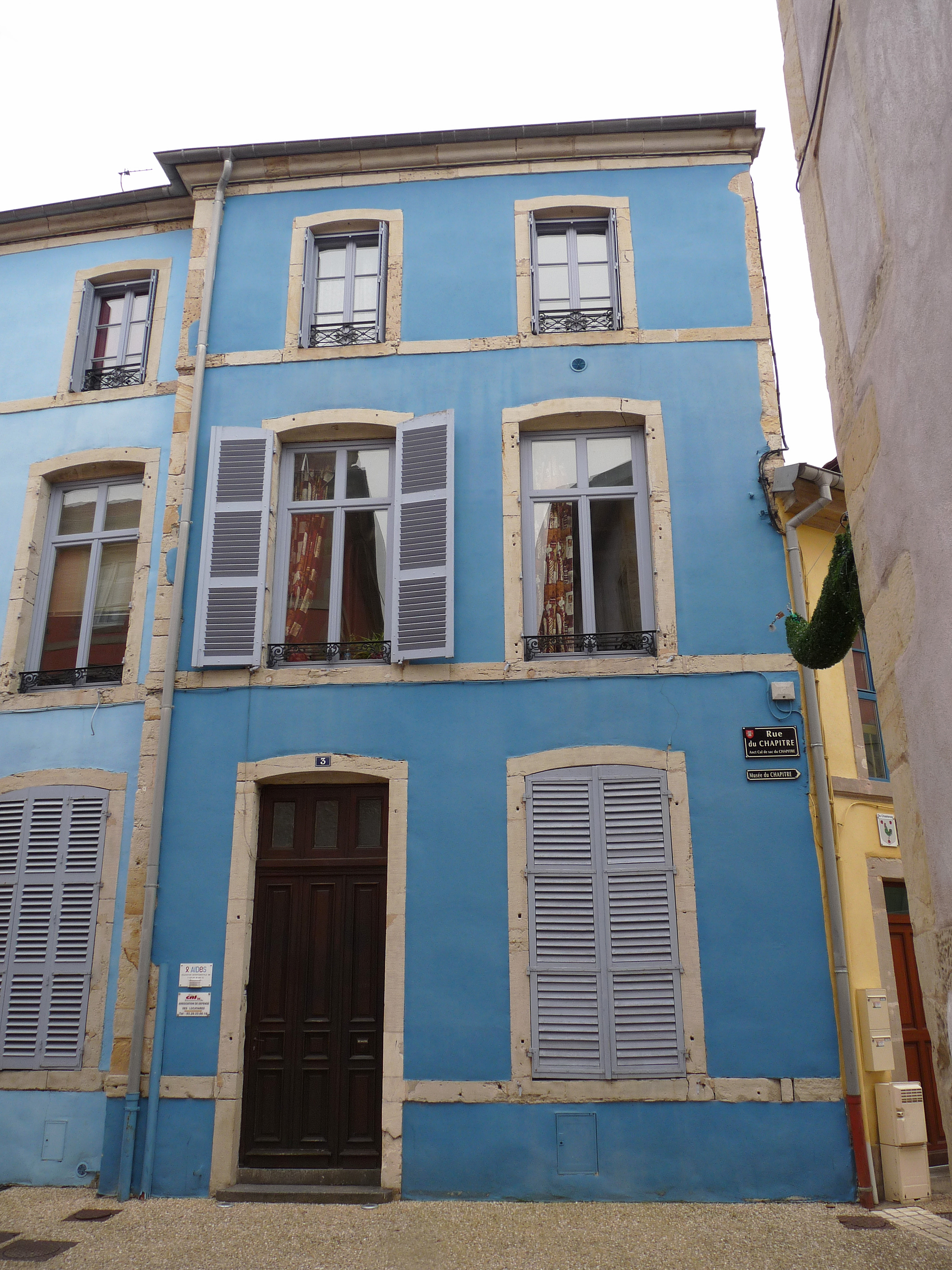
No 3 : maison canoniale de la comtesse de Dampierre (1780-1791)
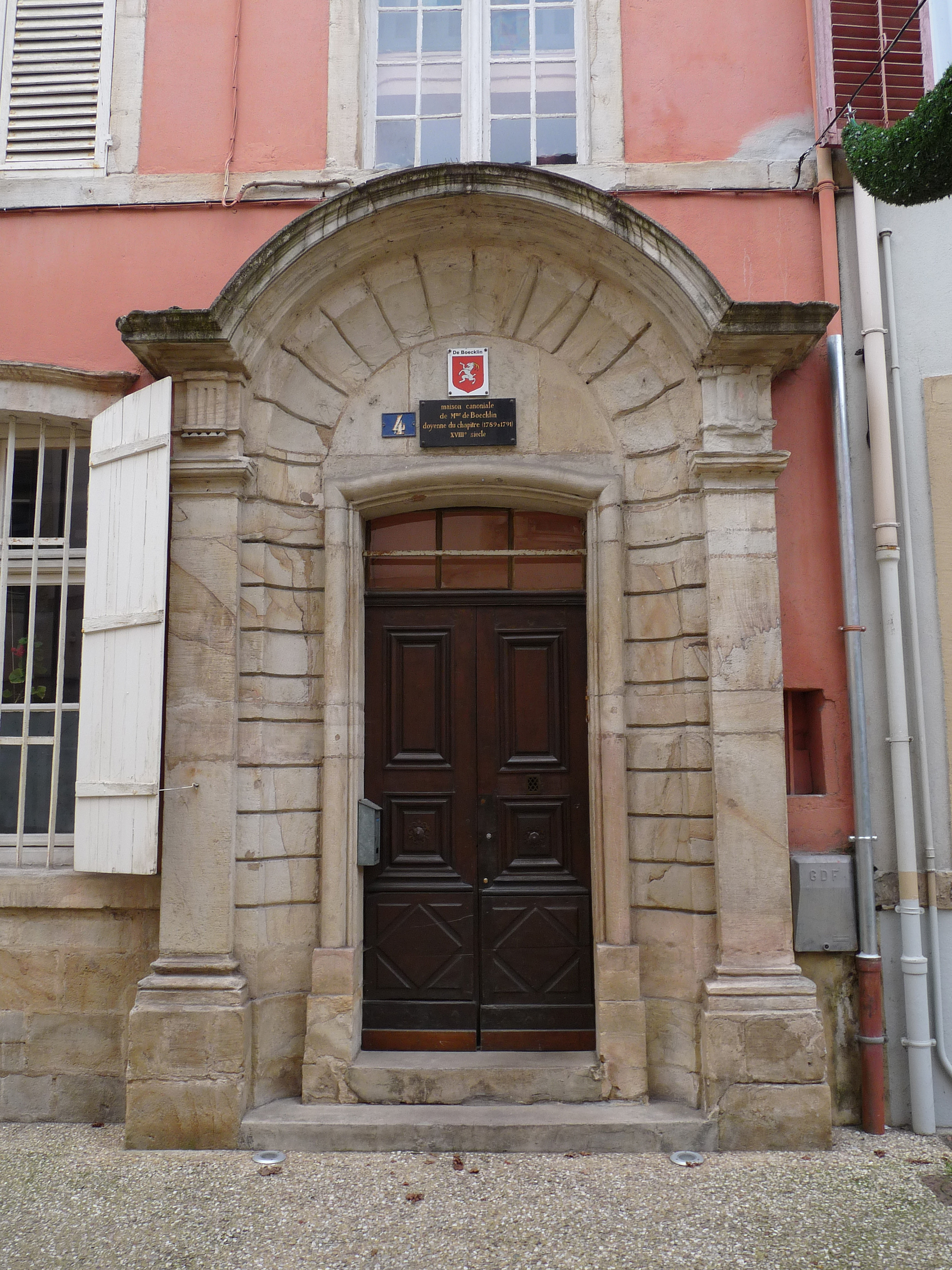
No 4 : maison canoniale de Madame de Boecklin, doyenne du Chapitre (1789-1791)
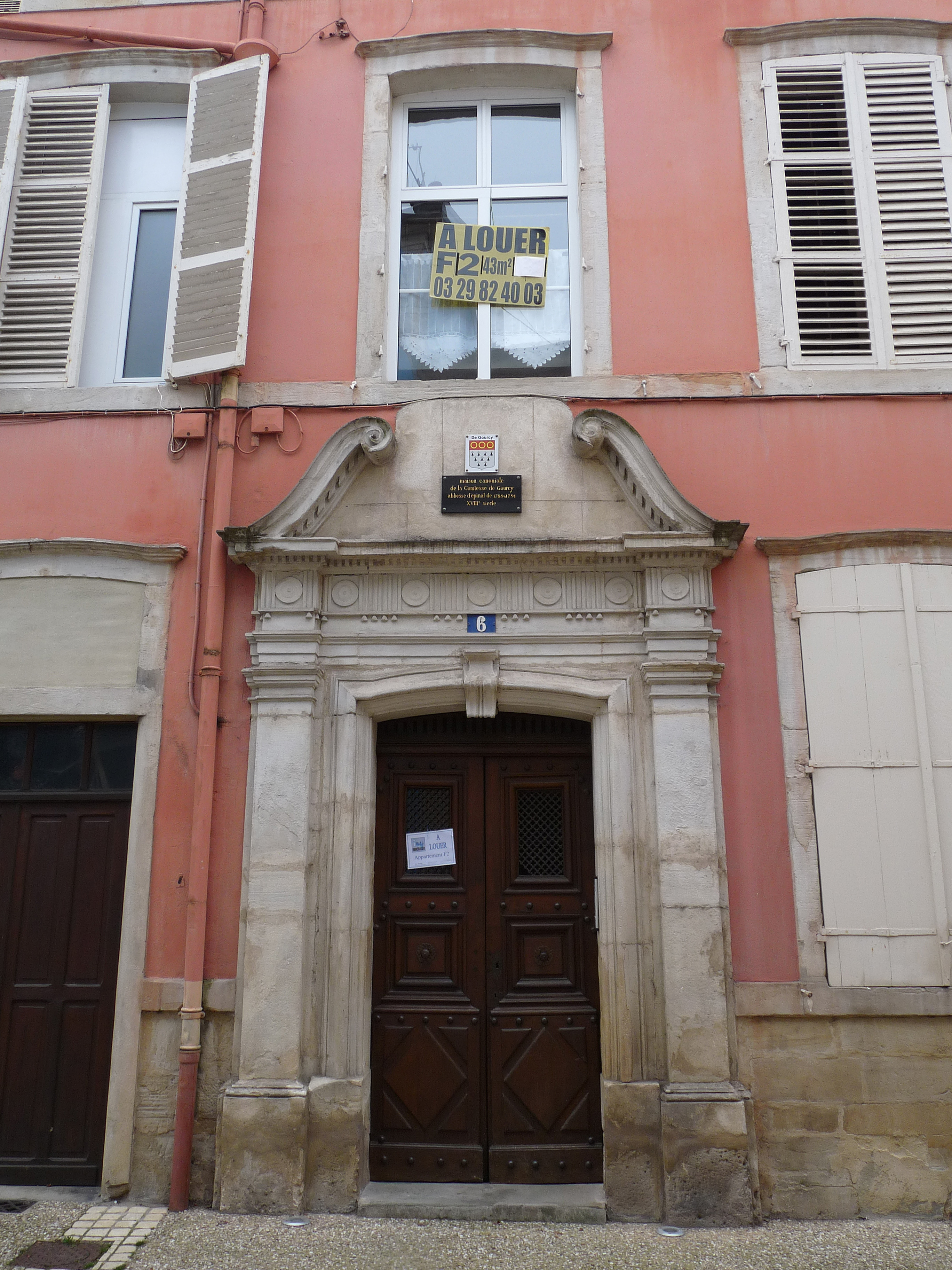
No 6 : maison canoniale de la comtesse de Gourcy, abbesse d'Épinal (1789-1791)
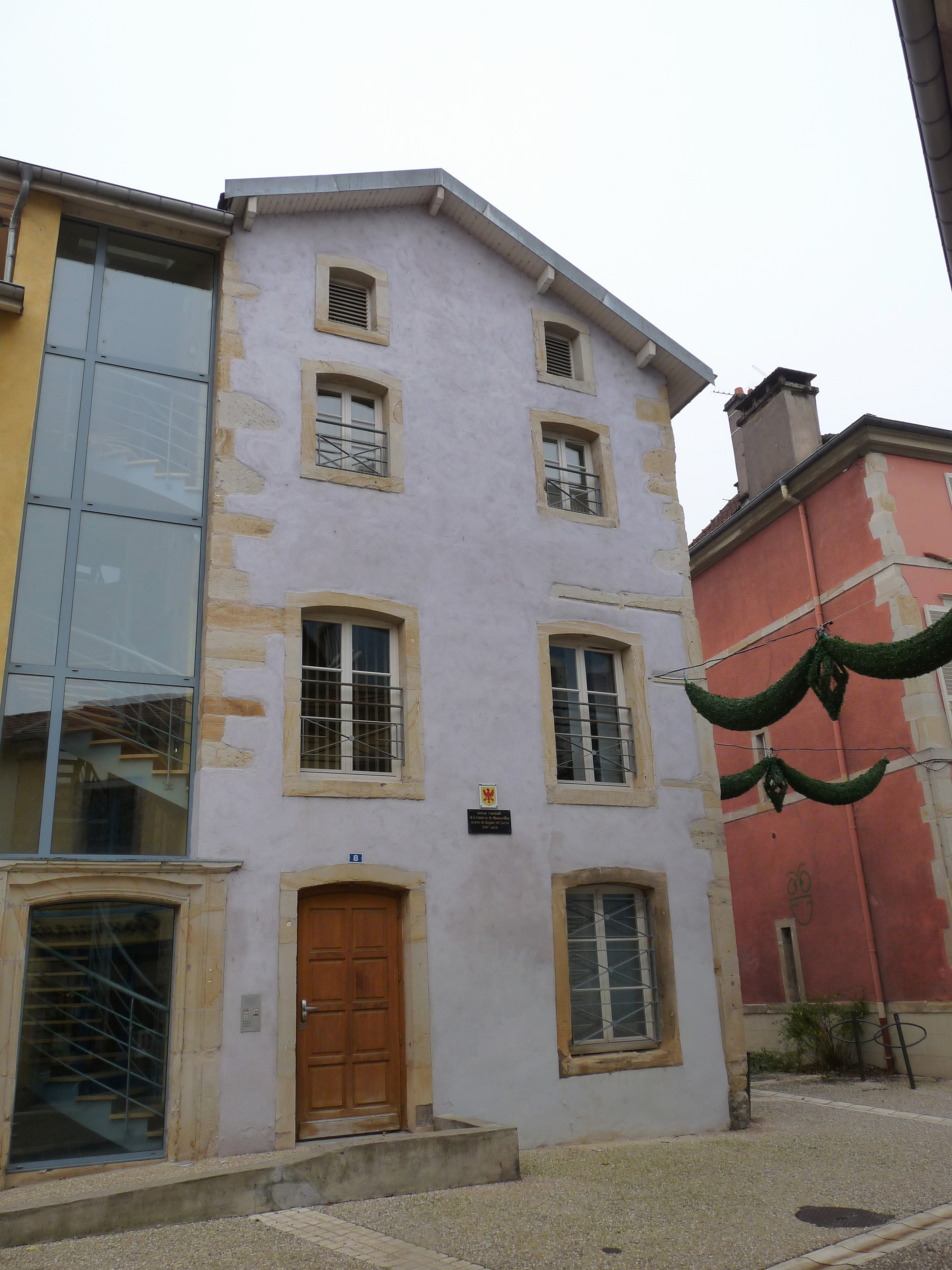
No 8 : maison canoniale de la comtesse de Montmorillon, secrète du chapitre (1773-1791)
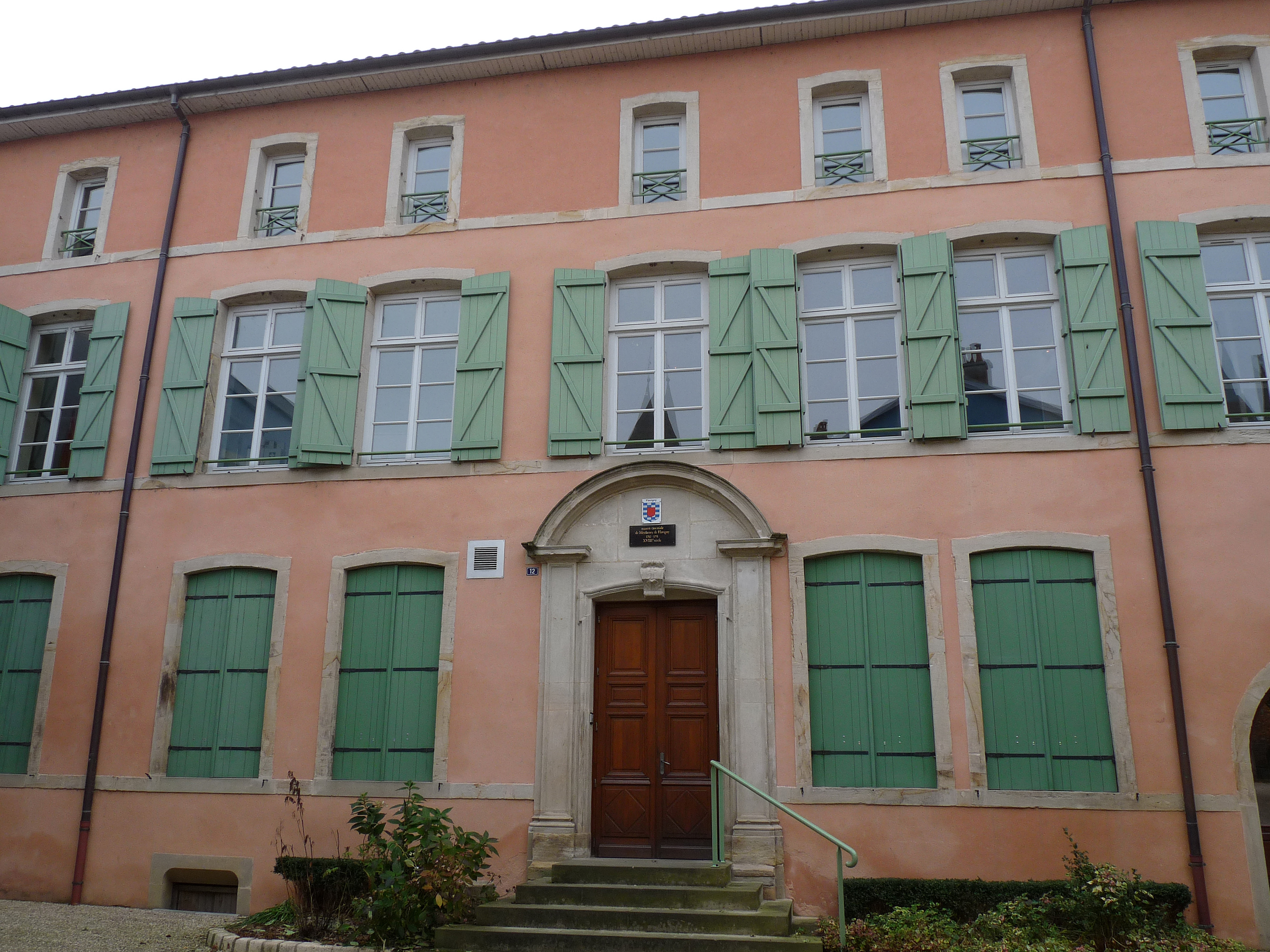
No 12 : maisons canoniales de Mesdames de Flavigny (1782-1791)

Le musée du Chapitre d'Épinal et la bibliothèque multimédia intercommunale d'Epinal conservent quelques souvenirs de ces dames et de l'institution du Chapitre.

## Liste des abbesses

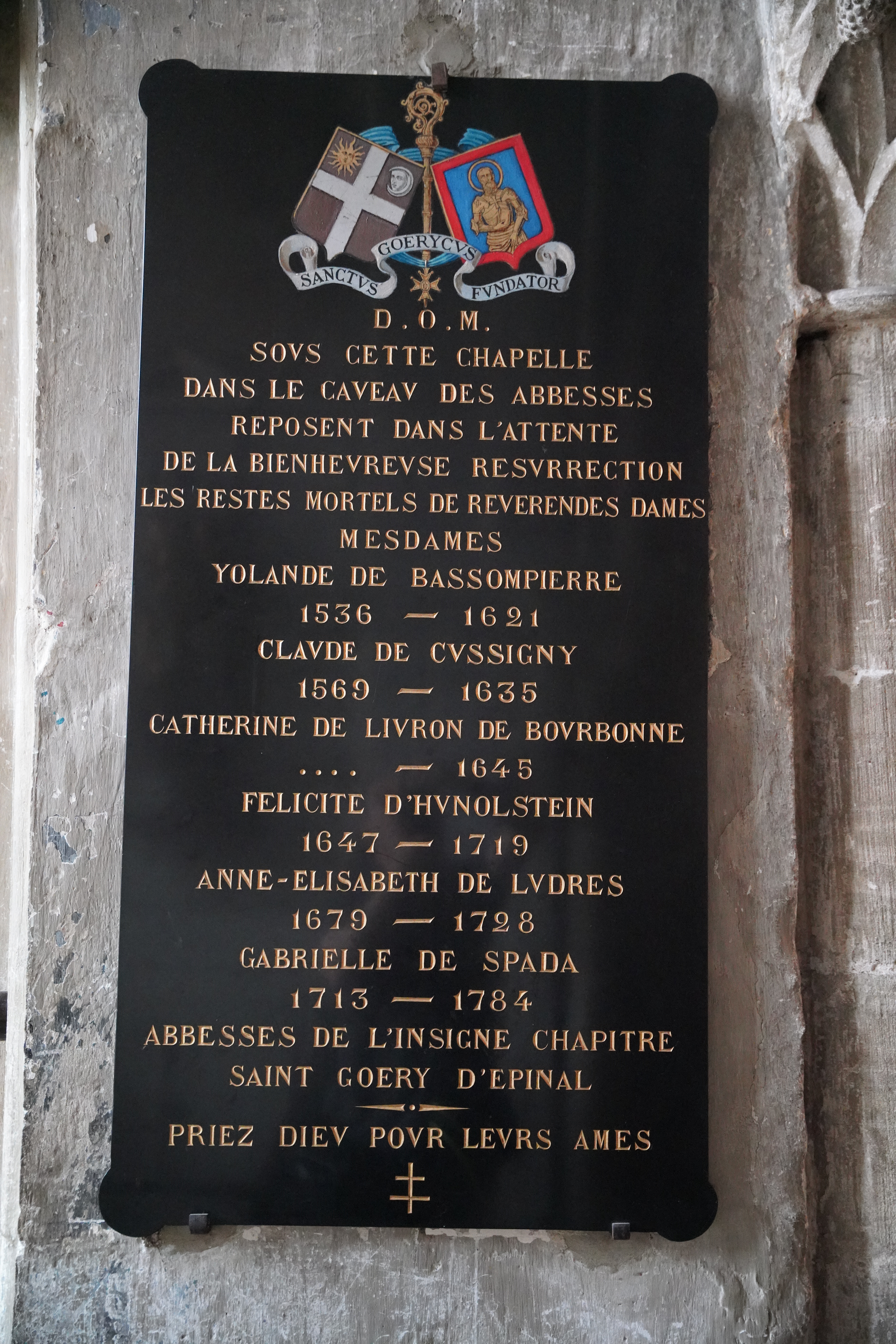
Caveau des abbesses, Basilique Saint-Maurice d'Épinal.

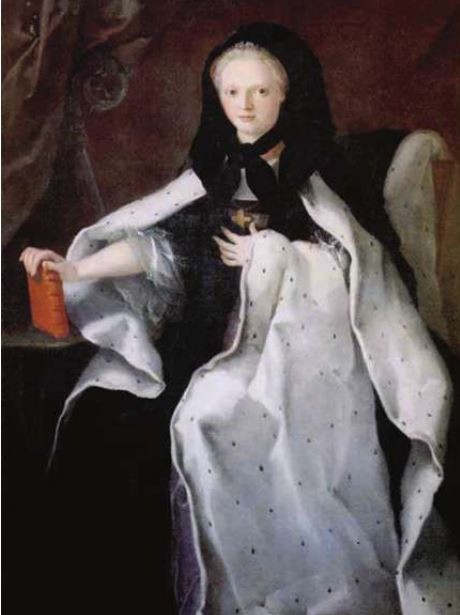
Gabrielle de Spada d’Argemont, abbesse du chapitre de 1735 à 1784.

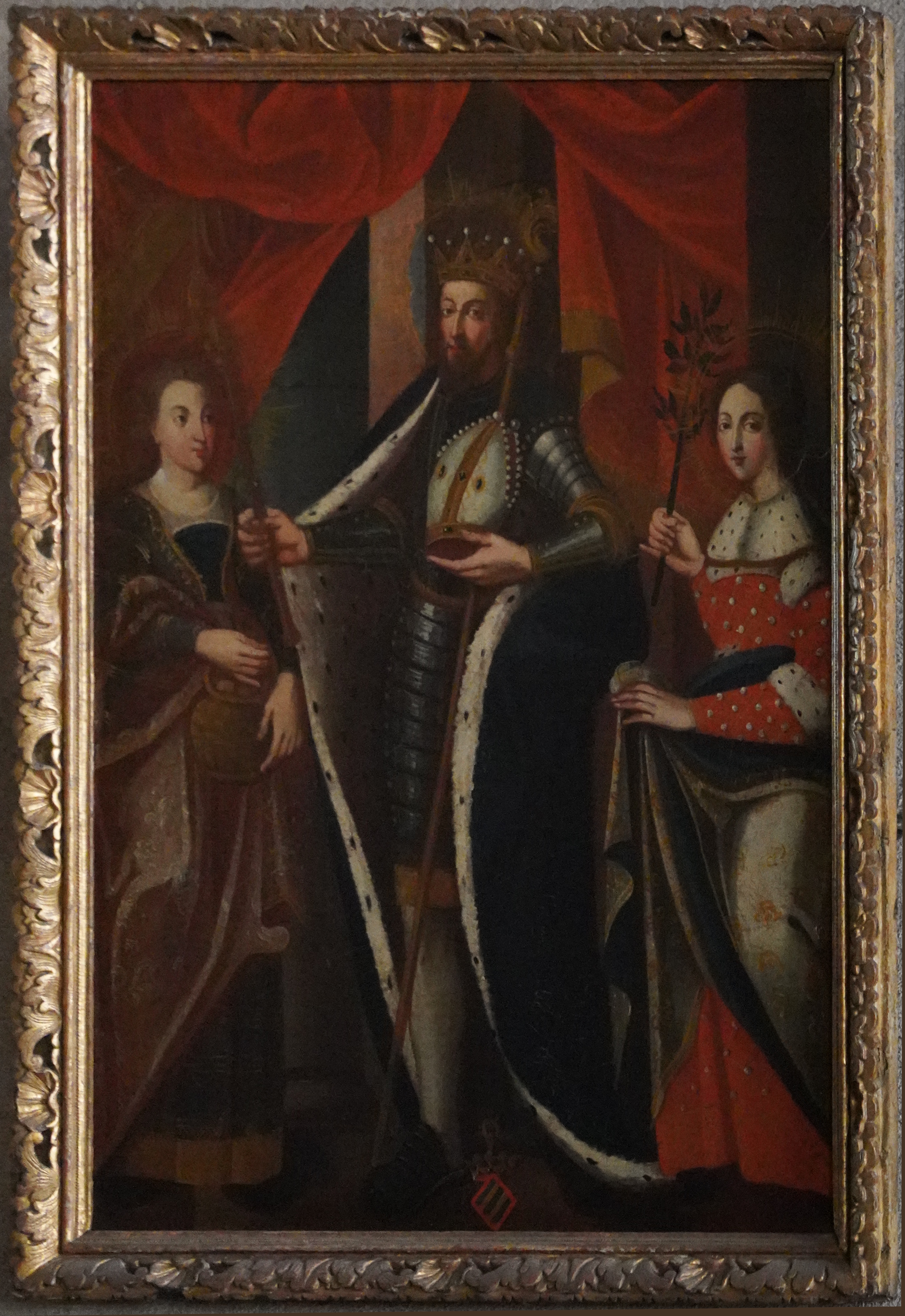
A-E de Ludres, st-Goery et le Bascle d'Argenteuil, peinture de la basilique d’Épinal.

La liste des abbesses par ordre chronologique :
- 1003-1090 : Dierburhis
- 1090-1128 : Adélaïde
- 1128-1140 : Haceca
- 1140-1173 : Berthe
- 1173-1180 : Hozca
- 1180-1184 : Aciche
- 1184-1235 : Sybille
- 1235-1291 : Hadey
- 1291-1316 : Clémence d’Autrey
- 1316-1340 : Jeanne Ire
- 1340-1373 : Guilleminette de Ville
- 1373-1384 : Jeanne II d’Ogéviller
- 1384-1404 : Catherine Ire de Blamont
- 1404-1420 : Marguerite Ire de Contréglise
- 1420-1421 : Jeanne III d’Almoncourt
- 1421-1440 : Walburge-Catherine de Blamont
- 1440-1460 : Alix Ire d’Almoncourt
- 1460-1484 : Adeline de Menoux
- 1484-1526 : Nicole de Dommartin
- 1526-1558 : Alix II de Dommartin
- 1558-1621 : Yolande de Bassompierre
- 1621-1635 : Claude de Cussigny
- 1635-1639 : Marguerite II Anne de Bassompierre
- 1639-1645 : Catherine II de Livron de Bourbonne
- 1645-1699 : Charlotte-Marguerite de Lénoncourt
- 1699-1719 : Anne Ire Félicité Vogt de Hunolstein
- 1719-1728 : Anne II Elisabeth de Ludres d’Affrique
- 1728-1735 : Marie-Louise Ire Eugénie de Beauvau-Craon
- 1735-1784 : Gabrielle de Spada d’Argemont
- 1784-1788 : Marie-Louise II Victoire Le Bascle d’Argenteuil
- 1788-1792 : Elisabeth-Charlotte de Gourcy de Beaufort